# Esfregão

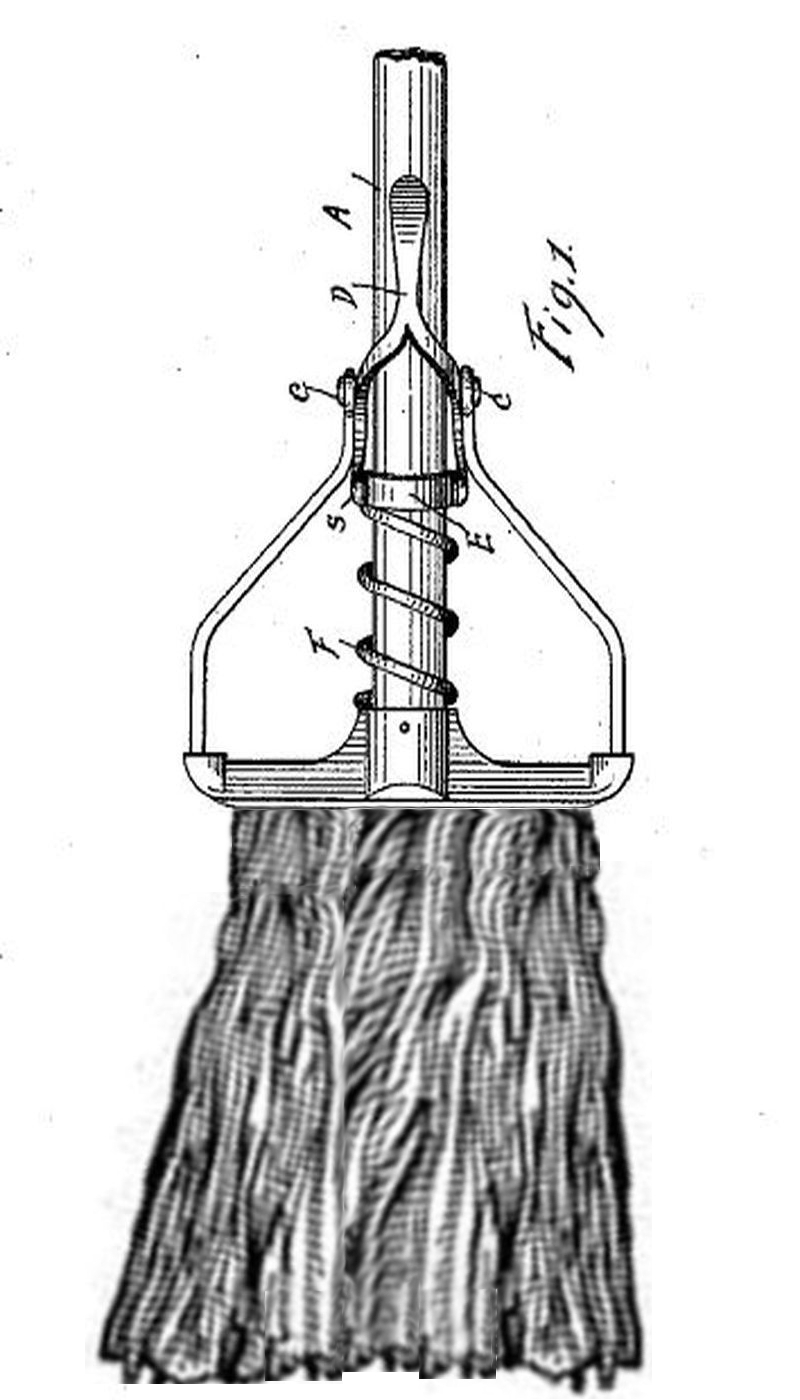
Esfregão por T.W. Stewart, 1893

Esfregão, esfregona ou mopa é um utensílio doméstico usado para lavar, desempoeirar ou secar pavimentos e pisos. De modo geral, trata-se de uma flanela com material absorvente conectada a um cabo longo, o qual lembra uma vassoura mas tem funções múltiplas. Esse tipo de utensílio dotado de cerdas maleáveis ou fios de tecido grosso — em geral microfibra ou algodão — pode tanto ser usado seco como com água e produto detergente ou desinfectante para lavar e perfumar pisos e laminados. 
No livro Casa limpa e arrumada, de Donna Smallin, há a seguinte recomendação sobre esfregões usados a seco:
Mantenha o esfregão com pano seco no chão durante todo o procedimento; levantar o esfregão lança novamente as partículas no ar, e elas voltam a se acumular no chão. Quando terminar, leve o esfregão com o pano seco para fora e sacuda delicadamente a poeira antes de guardá-lo, deixando-o pronto para a próxima faxina.
Além do uso doméstico, o esfregão é um tipo de utensílio muito utilizado em limpeza de áreas comuns na indústria e no comércio.

## Esfregão giratório
O Esfregão giratório é quase o esfregão clássico (o não-giratório), a única diferença é que esse pode girar, assim facilitando a centrifugação do tecido do esfregão, também tendo um recipiente com um área para girar o esfregão deixando-o úmido ou até seco.

## Galeria

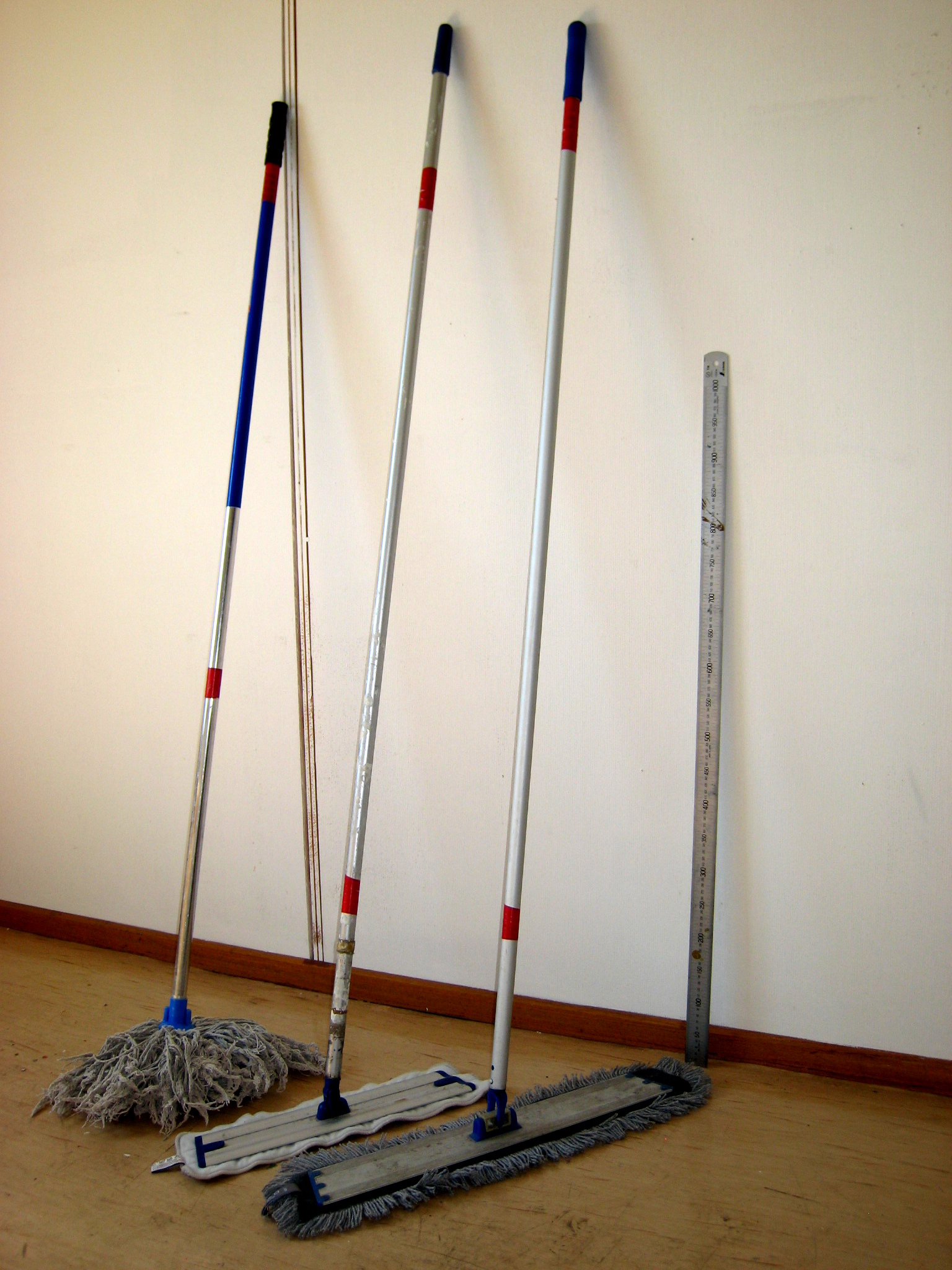
Tipos de cabos de esfregões
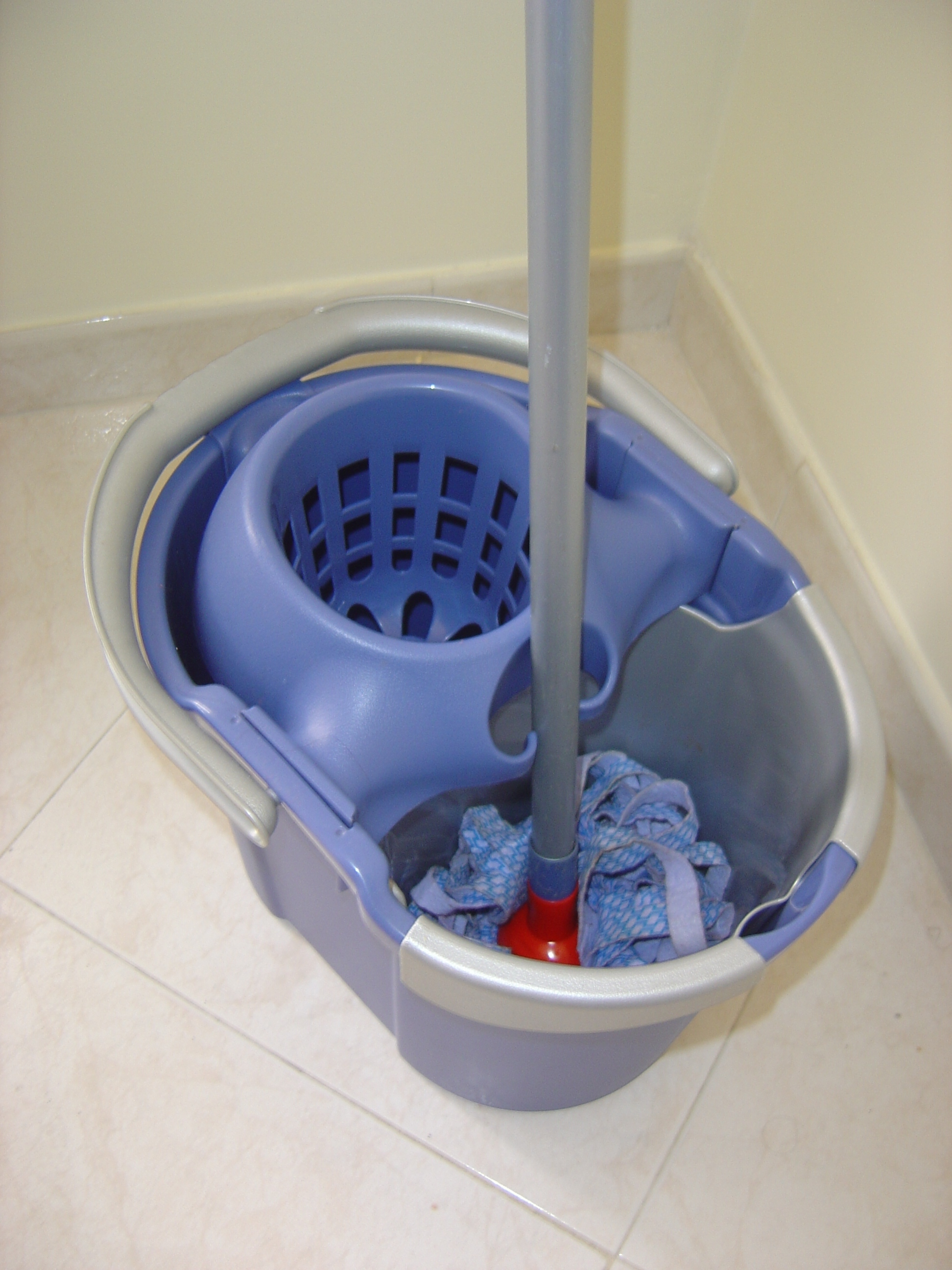
Esfregão com balde
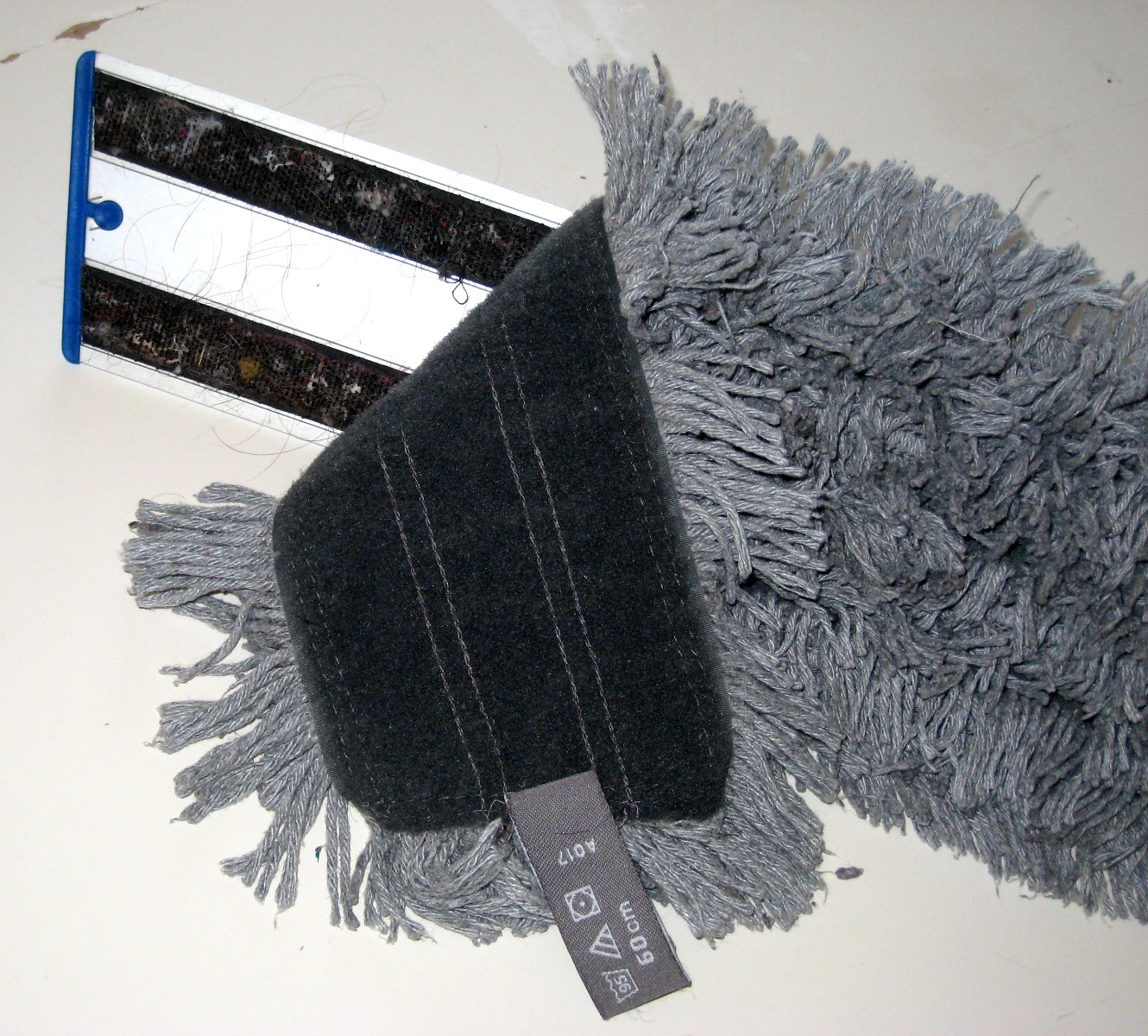
Flanela do esfregão